# Стоян Стоянов (летец)
Вижте пояснителната страница за други личности с името Стоян Стоянов.
Стоян Илиев Стоянов е български военен летец и въздушен ас от Втората световна война.

### Ранни години
Роден е на 12 март 1913 г. в с. Галата, днес квартал на Варна. Баща му пада убит като полкови знаменосец през Балканската война преди раждането му, на 16 октомври 1912 г. Стоян расте в интернат за сираци от войните. Постъпва в Софийската духовна семинария, след това преминава към военна кариера и завършва Школата за запасни офицери като кавалерист. Постъпва във въздушния взвод на Военното на Н. В. училище през 1934 г. Произведен е подпоручик в 1937 г.

### През Втората световна война
През 1939 г. завършва в Германия школата за летци изтребители във Вернойхен и курс за инструктори изтребители. Става инструктор в Изтребителната школа – Карлово и от 1942 г. е поручик – командир на ято изтребители Месершмит 109 от 6-и изтребителен полк.
На 1 август 1943 г., огромна армада от над 170 американски 4-моторни бомбардировачи Б-24 „Либърейтър“ и Boeing B-17 Flying Fortress (в превод от английски: „Летяща крепост“) преминават над България – летят към базата си в Северна Африка, след като са нанесли удар по петролните рафинерии в Плоещ, Румъния. Те изпълняват операция Приливна вълна, чиято цел е нарушаване снабдяването на германската армия с гориво от Румъния. На този ден са отбелязани първите победи на българската военна авиация срещу група съюзнически самолети: четири свалени бомбардировача – два от поручик Стоян Стоянов и по един от подпоручиците Петър Бочев и Христо Кръстев.
Стоянов участва в 35 бойни полета срещу англо-американските самолети при бомбардировките на София и страната. Признати са му 15 въздушни победи за четири свалени противникови самолета, за участието му в свалянето на още два и за нанасяне на сериозни повреди на четири самолета.
След 9 септември 1944 г. Стоян Стоянов участва в бойни полети срещу изтеглящите се на север германски войски в Югославия. В края на 1944 г. е произведен капитан и скоро след това майор.

### След Втората световна война
В началото на 1945 г. Стоян Стоянов пръв преминава на съветския изтребител Як-9М и обучава българските летци да летят с него. През 1947 г. е подполковник и началник на изтребителната авиация, през 1949 г. – началник на бойната подготовка на ВВС, през 1951 г. – полковник, зам. командващ ПВО. Като бивш царски офицер и обучаван от германски военни служители той и съпругата му както и познатите му царски офицери са били постоянно обект на наблюдение от Държавна сигурност (разработка „ФРИЦ“) до уволнението му от армията през 1956 г. – без право на постоянна работа и с малка за чина му пенсия. След това е статист в театър, музеен работник, хотелски служител и екскурзовод в Рилския манастир. И тук той е обект на наблюдение от Държавна сигурност. Единствената му отпечатана книга „Ние бранихме тебе, София“ претърпява пет издания на български език и едно – на полски език между 1972 и 2018 г. През 1992 г. е произведен генерал-майор от запаса.
Умира на 13 март 1997 г.
Личният му архив се съхранява във фонд 1818К в Централния държавен архив. Той се състои от 378 архивни единици от периода 1943 – 1990 г.
Архивът съдържа чернови на книгата „Ние бранихме тебе, София“, една от които Стоян Стоянов е озаглавил „Бой във висините“.

## Награди
Стоян Стоянов е пълен кавалер на командирския орден „За храброст“ и единствен в авиацията. Първия си такъв орден той получава на 7 август 1943 г. лично от цар Борис ІІІ, с което става първият български офицер от Втората световна война, награден с него. От името на командващия Луфтвафе райхсмаршал Херман Гьоринг му е връчен орден Железен кръст 2-ра степен.

## Памет
На генерал Стоян Стоянов е наречена улица в квартал „Дружба“ в София (Карта).